# Maneka Gandhi
Maneka Gandhi, född 26 augusti 1956 i Delhi och utbildad vid Lawrence School i Sanawar, är änka efter Sanjay Gandhi och indisk politiker. Efter en tidigare karriär som modell och redaktör gav hon sig in i politiken efter makens död. Eftersom relationerna med makens familj (jfr Indira Gandhi) då var dåliga har Maneka Gandhis politiska karriär ständigt befunnit sig i opposition mot familjens parti, Kongresspartiet.
Hon bildade partiet Sanjay Vichar Manch 1983, för att sedan ansluta sig till Janata Dal 1988, och tjänstgöra som detta partis generalsekreterare under ett år. Maneka Gandhi var även miljöminister 1989-1990 i den indiska regering som leddes av V.P. Singh. Hennes politiska åskådning präglas av ekologism och djurens rätt, och hon har varit ansvarig för en kommitté som övervakade djurförsök.
1996 och 1998 invaldes Maneka Gandhi i Lok Sabha som oberoende ledamot för valkretsen Pilibhit i Uttar Pradesh. Hon utsågs sedan till viceminister för social rättvisa i flera av de BJP-ledda regeringarna.